# АСТ (компания)
«АСТ» (аббревиатура от имён Алекпе́р-Сарха́н-Те́льман) — российская группа компаний. Основанная Тельманом Исмаиловым в 1989 году.
Штаб-квартира находится в Москве.

## Собственники и руководство
Компания в равных долях принадлежит её президенту Тельману Исмаилову, двум его сыновьям Сархану и Алекперу Исмаиловым и племянникуМарданову Зауру.

## Деятельность
В группу входит 31 компания, занимающаяся различными видами бизнеса, среди них:
- «АСТ-Гоф» (гостиничный бизнес);
- «АСТ-Капстрой» (строительство);
- «АСТ-Московский полиграфический дом» (издательский бизнес);
  - ООО «Издательство АСТ-ЛТД»
- «АСТ-ТрансСервис» (транспортный бизнес);
- «АСТ-Щит» (охранное предприятие);
- «АСТ-Прага» (ресторанный бизнес, компании принадлежат московские рестораны «Прага» и «Маяк»);
- «АСТ-Такси» (пассажирские перевозки);
- «АСТ-Голд» (производство ювелирных изделий);
- ОАО «Торговый дом ЦВУМ» (управление московским универмагом «Военторг»).

Также группе принадлежали московские Черкизовский и Варшавский рынки.
По собственной оценке, ежегодный совокупный оборот компании — около 2 млрд $, стоимость активов в управлении — около 3 млрд $.